# Україномовні школи в Польщі
У Польщі працює 5 шкільних комплексів з українською мовою навчання: у Білому Борі, Бартошицях, Легниці та Перемишлі. Українською мовою, яка є рідною для більшості учнів, викладають майже всі предмети, окрім польської мови та історії. Крім предметів, обов'язкових у польських школах, ведеться навчання української мови, історії України та географії України. Крім того, у 103 місцевостях Польщі функціонують пункти навчання української мови. У цих пунктах вивчають рідну мову діти з різних шкіл даного міста та околиць. Навчання української мови у пункті навчання охоплює 3 год. Діяльність шкіл та міжшкільних пунктів навчання української мови фінансує польська держава.
У Польщі працює ще 7 шкіл, в яких ведеться навчання регіональної — лемківської говірки (мови).
Згідно з польськими законами можна вести навчання української мови як іноземної. У воєводствах, що межують з Україною, існують школи в яких замість напр. англійської ведеться навчання української мови.
Українська мова існує також як предмет навчання у вищих навчальних закладах. Україністику можна вивчати в найважливіших університетах Польщі, але також в навчальних осередках у Щецині, Перемишлі, Катовицях, Сянку чи Познані.
З березня 2022 року у трьох містах Польщі (Варшава, Краків, Вроцлав) діє мережа шкіл «Перша українська школа» від фундації «Незламна Україна». Також у 12 містах Польщі (Варшава, Краків, Вроцлав, Гданськ, Познань, Щецин, Білосток, Лодзь, Катовіце, Бидгощ, Жешув та Люблін) діють освітні центри від цієї фундації, які готують дошкільнят до школи (так звана "zerowka" польською, або предшкола) та 11-класників до тестувань НМТ (ЗНО). Навчання відбувається відповідно до української навчальної програми за держстандартами МОН, школа має офіційну українську ліцензію від 24.08.2022.